# 丽齿兽属
麗齒獸（學名：Gorgonops），又譯蛇髮女妖獸，Gorgon字根來自於希臘神話裡的蛇髮女妖，是種已滅絕獸孔目動物，生存於二疊紀吳家坪階的南非卡魯盆地。
牠們是麗齒獸亞目的代表品種，是那個時代的優勢掠食動物，其中最大的品種可長到4公尺長，並且演化出犬齒，還有其他與哺乳類後代一樣的特徵。有爭論關於這時代的單弓類生物是否為溫血動物，但也沒有足夠的證據。
麗齒獸是這類動物裡中型到大型的代表，頭骨長達20到35公分，隨者品種而不同。牠們在2.5億年前二叠纪-三叠纪灭绝事件時被消滅。

## 大眾文化

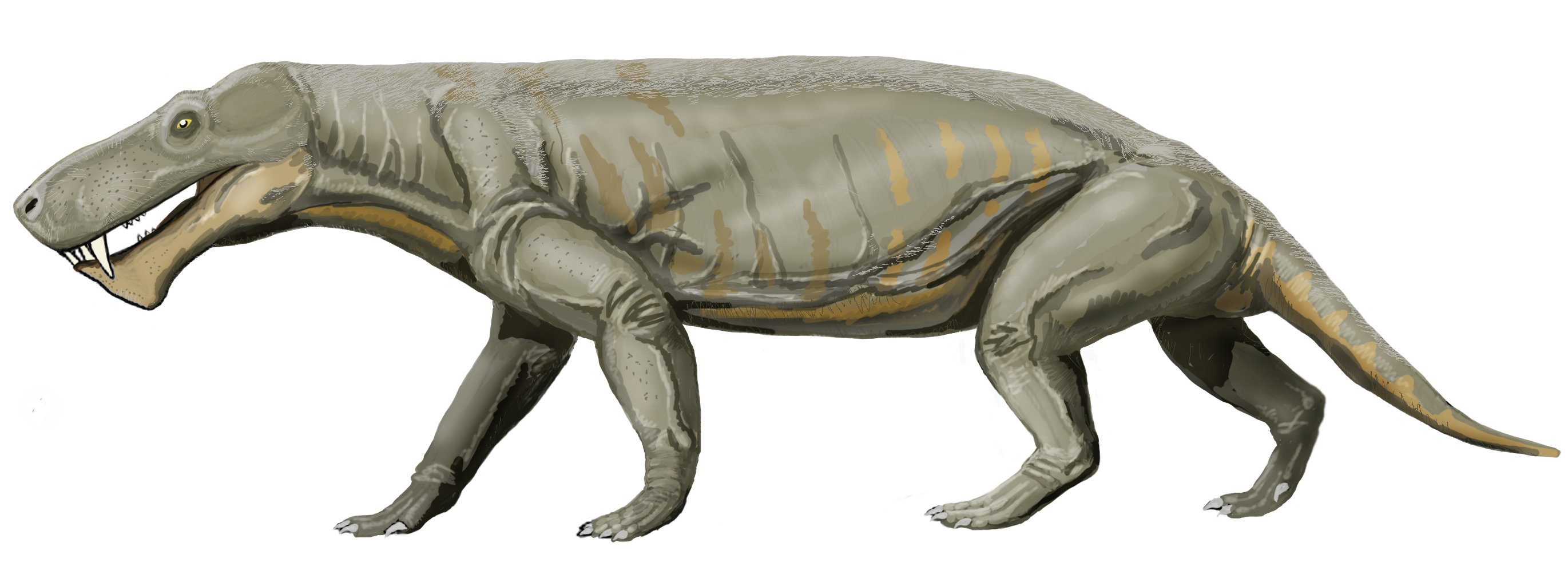
G. whaitsi

麗齒獸曾在數個由Framestore CFC廣播電視公司繪製的電影節目中出現。在BBC的節目與巨獸同行中，麗齒獸曾出現在這連續劇的第三輯。亦出現於電視連續劇遠古入侵（Primeval）第一集。